# Liste des districts dans le borough londonien de Tower Hamlets
Ceci est une liste des districts du Borough londonien de Tower Hamlets.
Les zones du code postal de Tower Hamlets sont E, EC.

Tower Hamlets dans le Grand Londres

## Districts
| District              | Ville postale | Zone postal/District | Coordonnées                 | OS grid ref  |
| --------------------- | ------------- | -------------------- | --------------------------- | ------------ |
| Bethnal Green         | LONDRES       | E1, E2               | 51° 31′ 39″ N, 0° 03′ 58″ O | TQ345825     |
| Blackwall             | LONDRES       | E14                  | 51° 30′ 23″ N, 0° 00′ 12″ O | TQ385805     |
| Bow                   | LONDRES       | E2, E3, E14          | 51° 31′ 47″ N, 0° 01′ 44″ O | TQ365825     |
| Bromley-by-Bow        | LONDRES       | E3                   | 51° 31′ 29″ N, 0° 01′ 01″ O | TQ375825     |
| Canary Wharf          | LONDRES       | E14                  | 51° 30′ 18″ N, 0° 01′ 19″ O | TQ375802     |
| Cubitt Town           | LONDRES       | E14                  | 51° 29′ 51″ N, 0° 00′ 22″ O | TQ385795     |
| Fish Island           | LONDRES       | E3                   | 51° 32′ 20″ N, 0° 01′ 26″ O | TQ3703484111 |
| Haggerston            | LONDRES       | E2, E8               | 51° 32′ 05″ N, 0° 04′ 36″ O | TQ335835     |
| Leamouth              | LONDRES       | E14                  | 51° 30′ 39″ N, 0° 00′ 23″ E | TQ394807     |
| Limehouse             | LONDRES       | E14                  | 51° 30′ 57″ N, 0° 01′ 54″ O | TQ365815     |
| Mile End              | LONDRES       | E3                   | 51° 31′ 29″ N, 0° 01′ 53″ O | TQ365825     |
| Millwall              | LONDRES       | E14                  | 51° 29′ 19″ N, 0° 01′ 07″ O | TQ375785     |
| Old Ford              | LONDRES       | E3                   | 51° 32′ 07″ N, 0° 01′ 18″ O | TQ365835     |
| St George in the East | LONDRES       | E1, E1W              | 51° 31′ N, 0° 04′ O         | TQ355805     |
| Shadwell              | LONDRES       | E1                   | 51° 30′ 26″ N, 0° 02′ 48″ O | TQ355805     |
| Spitalfields          | LONDRES       | E1                   | 51° 31′ 00″ N, 0° 04′ 30″ O | TQ335815     |
| South Hackney         | LONDRES       | E3, E9               | 51° 32′ 35″ N, 0° 02′ 51″ O | TQ355845     |
| Stepney               | LONDRES       | E1, E14              | 51° 30′ 55″ N, 0° 02′ 46″ O | TQ355814     |
| Wapping               | LONDRES       | E1W                  | 51° 30′ 26″ N, 0° 03′ 40″ O | TQ345805     |
| Whitechapel           | LONDRES       | E1                   | 51° 30′ 59″ N, 0° 04′ 30″ O | TQ335815     |

## Localités
| District        | Ville postale  | Zone postal/District | Coordonnées                 | OS grid ref  |
| --------------- | -------------- | -------------------- | --------------------------- | ------------ |
| Bow Common      | LONDRES        | E3                   | 51° 31′ 05″ N, 0° 01′ 16″ O | TQ3728781808 |
| Cambridge Heath | LONDRES        | E2                   | 51° 31′ 53″ N, 0° 03′ 20″ O | TQ348832     |
| Coldharbour     | LONDRES        | E14                  | 51° 30′ 10″ N, 0° 00′ 27″ O | TQ383908     |
| East Smithfield | LONDRES        | E1                   | 51° 30′ 30″ N, 0° 04′ 15″ O | TQ3386680642 |
| Globe Town      | WOODFORD GREEN | IG8                  | 51° 36′ 18″ N, 0° 01′ 12″ E | TQ405915     |
| South Bromley   | LONDRES        | E14                  | 51° 30′ 47″ N, 0° 01′ 12″ O | TQ375805     |

## Référence
- (en) Cet article est partiellement ou en totalité issu de l’article de Wikipédia en anglais intitulé « List of districts in the London Borough of Tower Hamlets » (voir la liste des auteurs).